# Alliantie voor de ontwikkeling van Macau
De Alliantie voor de ontwikkeling van Macau is een politieke partij in de Speciale Bestuurlijke Regio Macau. Macau is een staat waarin politieke partijen geen rol spelen. Desondanks zijn er veel burgerinitiatieven, waardoor er toch verkiezingen zijn. De partij behaalde in de verkiezingen van 2005 9,3% van de stemmen, waardoor het 1 van de 12 zetels kreeg. Bij de verkiezingen van 2009, 2013 en 2017 behaalde de partij telkens één zetel.